# Îlet Feuille
L'Îlet Feuille – ou Îlet à Petrelluzzi – est un îlet situé dans le Petit Cul-de-sac marin en Guadeloupe et rattaché administrativement à la commune de Pointe-à-Pitre.

## Géographie
Il est situé à environ 400 mètres de l'îlet Chasse, en face de la Pointe Jarry à une centaine de mètres du rivage dans le Petit Cul-de-sac marin. Selon la plus haute autorité internationale en matière de délimitation des mers, l'Organisation hydrographique internationale (OHI), dans sa publication de renommée mondiale, « Limites des océans et des mers », 3e édition de 1953 il fait donc partie de la mer des Caraïbes comme l'ensemble de la Guadeloupe.

## Histoire
Faisant partie du Marquisat du Houëlbourg au début du XVIIIe siècle, il est vendu en 1752 à la famille Lecointre de Berville et est exploité en 1788 par deux pêcheurs, propriétaires de huit esclaves. En 1839, de la chaux y est exploitée et en 1842 deux nouveaux copropriétaires y fondent une société de commerce pour le développement de cette activité. Ils y utilisent alors vingt-six esclaves. Vers 1880, la propriété de l'îlet passe aux mains de la famille d'Alexis Léger, futur Saint-John Perse, pour lequel l'îlot jouera un rôle déterminant dans l'éveil à la nature du poète.
L'îlet Feuille tient son autre nom d'îlet à Petrelluzzi de la famille de Leopoldo Petrelluzzi – un capitaine au long-cours et armateur originaire de Meta près de Naples en Italie qui épouse en 1896 Laurence Collin de la Roncière, issue d'une famille de propriétaires terriens guadeloupéens (possédant notamment l'habitation l'Ermitage à Trois-Rivières) – qui en est propriétaire depuis 1898.
Il reste une demeure sur l'îlet.